# Impero bizantino durante la dinastia niceforiana
In seguito alla deposizione dell'imperatrice bizantina Irene d'Atene, salì al trono l'imperatore Niceforo I che inaugurò una dinastia di breve durata, quella niceforiana. Quando Niceforo divenne imperatore, l'impero si trovava in una situazione estremamente precaria, con problemi riguardanti anche le finanze statali.
Riguardo all'ambito militare, durante questa dinastia l'impero si trovò continuamente in guerra su due fronti distinti, lo stesso Niceforo morì in guerra mentre combatteva nel nord dell'odierna Bulgaria. L'importanza e il peso che aveva l'imperatore bizantino in occidente calò drasticamente dopo l'incoronazione di Carlo Magno come imperatore del Sacro Romano Impero da papa Leone III nell'antica Basilica di San Pietro a Roma nell'anno 800 con conseguente creazione di un nuovo impero nell'Europa occidentale che venne considerato come la continuazione dell'Impero romano d'Occidente.

## Niceforo I, 802–811
Prima di diventare imperatore, Niceforo, fu il ministro delle finanze durante il regno dell'imperatrice Irene. Proprio per questa sua conoscenza dell'economia, una volta diventato imperatore iniziò immediatamente alcune riforme finanziare per ristabilire l'economia imperiale. Modificò in parte anche il sistema dei thema, le divisioni amministrative basate sulla forza militare. Diventato imperatore, scoppiò una guerra civile nell'803e che, pur riuscendo a vincerla, si trovò come comandante dell'esercito bizantino in guerra su più fronti. Fu pesantemente sconfitto nella battaglia di Krasos, combattuta in Frigia nell'805 e morì successivamente nella battaglia di Pliska combattendo contro i bulgari.

## Successori di Niceforo, 811-813
Alla morte di Niceforo divenne imperatore il figlio e già co-imperatore Stauracio. Tuttavia il suo non fu un regno lungo poiché, nella stessa battaglia in cui morì il padre, fu altrettanto ferito. Dopo le polemiche su chi dovesse essere il legittimo successore di Niceforo, fu convinto ad abdicare dal cognato, il marito della sorella Procopia, Michele I che divenne il nuovo imperatore.
Michele, a sua volta, non fu fortunato. Dopo una serie di sconfitte militari e malcontenti generali della corte, consapevole del rischio di una rivolta e con la paura per la sua stessa vita, decise di abdicare. Con l'abdicazione di Michele nell'813 ebbe fine la breve dinastia niceforiana.

## Albero genealogico
| Costantino V Imperatore 741-775 Dinastia isaurica | Costantino V Imperatore 741-775 Dinastia isaurica | Costantino V Imperatore 741-775 Dinastia isaurica | Costantino V Imperatore 741-775 Dinastia isaurica | Costantino V Imperatore 741-775 Dinastia isaurica | Costantino V Imperatore 741-775 Dinastia isaurica |  |  | Tzitzak                                         | Tzitzak                                         | Tzitzak                                         | Tzitzak                                         | Tzitzak                                         | Tzitzak                                         |  |  |                 |                 |                 |                 |                 |                 |  |  | Niceforo I Imperatore 802-811 | Niceforo I Imperatore 802-811 | Niceforo I Imperatore 802-811 | Niceforo I Imperatore 802-811 | Niceforo I Imperatore 802-811 | Niceforo I Imperatore 802-811 |  |  |                                     |                                     |                                     |                                     |                                     |                                     |  |  |                                      |                                      |                                      |                                      |                                      |                                      |
| Costantino V Imperatore 741-775 Dinastia isaurica | Costantino V Imperatore 741-775 Dinastia isaurica | Costantino V Imperatore 741-775 Dinastia isaurica | Costantino V Imperatore 741-775 Dinastia isaurica | Costantino V Imperatore 741-775 Dinastia isaurica | Costantino V Imperatore 741-775 Dinastia isaurica |  |  | Tzitzak                                         | Tzitzak                                         | Tzitzak                                         | Tzitzak                                         | Tzitzak                                         | Tzitzak                                         |  |  |                 |                 |                 |                 |                 |                 |  |  | Niceforo I Imperatore 802-811 | Niceforo I Imperatore 802-811 | Niceforo I Imperatore 802-811 | Niceforo I Imperatore 802-811 | Niceforo I Imperatore 802-811 | Niceforo I Imperatore 802-811 |  |  |                                     |                                     |                                     |                                     |                                     |                                     |  |  |                                      |                                      |                                      |                                      |                                      |                                      |
|                                                   |                                                   |                                                   |                                                   |                                                   |                                                   |  |  |                                                 |                                                 |                                                 |                                                 | imparentati                                     |                                                 |  |  |                 |                 |                 |                 |                 |                 |  |  |                               |                               |                               |                               |                               |                               |  |  |                                     |                                     |                                     |                                     |                                     |                                     |  |  |                                      |                                      |                                      |                                      |                                      |                                      |
|                                                   |                                                   |                                                   |                                                   |                                                   |                                                   |  |  |                                                 |                                                 |                                                 |                                                 |                                                 |                                                 |  |  |                 |                 |                 |                 |                 |                 |  |  |                               |                               |                               |                               |                               |                               |  |  |                                     |                                     |                                     |                                     |                                     |                                     |  |  |                                      |                                      |                                      |                                      |                                      |                                      |
| Leone IV Imperatore 751-775                       | Leone IV Imperatore 751-775                       | Leone IV Imperatore 751-775                       | Leone IV Imperatore 751-775                       | Leone IV Imperatore 751-775                       | Leone IV Imperatore 751-775                       |  |  | Irene d'Atene Imperatrice 797-802               | Irene d'Atene Imperatrice 797-802               | Irene d'Atene Imperatrice 797-802               | Irene d'Atene Imperatrice 797-802               | Irene d'Atene Imperatrice 797-802               | Irene d'Atene Imperatrice 797-802               |  |  | Teofano d'Atene | Teofano d'Atene | Teofano d'Atene | Teofano d'Atene | Teofano d'Atene | Teofano d'Atene |  |  | Stauracio Imperatore 803-811  | Stauracio Imperatore 803-811  | Stauracio Imperatore 803-811  | Stauracio Imperatore 803-811  | Stauracio Imperatore 803-811  | Stauracio Imperatore 803-811  |  |  | Procopia                            | Procopia                            | Procopia                            | Procopia                            | Procopia                            | Procopia                            |  |  | Michele I Rangabe Imperatore 811-813 | Michele I Rangabe Imperatore 811-813 | Michele I Rangabe Imperatore 811-813 | Michele I Rangabe Imperatore 811-813 | Michele I Rangabe Imperatore 811-813 | Michele I Rangabe Imperatore 811-813 |
| Leone IV Imperatore 751-775                       | Leone IV Imperatore 751-775                       | Leone IV Imperatore 751-775                       | Leone IV Imperatore 751-775                       | Leone IV Imperatore 751-775                       | Leone IV Imperatore 751-775                       |  |  | Irene d'Atene Imperatrice 797-802               | Irene d'Atene Imperatrice 797-802               | Irene d'Atene Imperatrice 797-802               | Irene d'Atene Imperatrice 797-802               | Irene d'Atene Imperatrice 797-802               | Irene d'Atene Imperatrice 797-802               |  |  | Teofano d'Atene | Teofano d'Atene | Teofano d'Atene | Teofano d'Atene | Teofano d'Atene | Teofano d'Atene |  |  | Stauracio Imperatore 803-811  | Stauracio Imperatore 803-811  | Stauracio Imperatore 803-811  | Stauracio Imperatore 803-811  | Stauracio Imperatore 803-811  | Stauracio Imperatore 803-811  |  |  | Procopia                            | Procopia                            | Procopia                            | Procopia                            | Procopia                            | Procopia                            |  |  | Michele I Rangabe Imperatore 811-813 | Michele I Rangabe Imperatore 811-813 | Michele I Rangabe Imperatore 811-813 | Michele I Rangabe Imperatore 811-813 | Michele I Rangabe Imperatore 811-813 | Michele I Rangabe Imperatore 811-813 |
|                                                   |                                                   |                                                   |                                                   |                                                   |                                                   |  |  |                                                 |                                                 |                                                 |                                                 |                                                 |                                                 |  |  |                 |                 |                 |                 |                 |                 |  |  |                               |                               |                               |                               |                               |                               |  |  |                                     |                                     |                                     |                                     |                                     |                                     |  |  |                                      |                                      |                                      |                                      |                                      |                                      |
|                                                   |                                                   |                                                   |                                                   |                                                   |                                                   |  |  |                                                 |                                                 |                                                 |                                                 |                                                 |                                                 |  |  |                 |                 |                 |                 |                 |                 |  |  |                               |                               |                               |                               |                               |                               |  |  |                                     |                                     |                                     |                                     |                                     |                                     |  |  |                                      |                                      |                                      |                                      |                                      |                                      |
| Costantino VI Imperatore 780-797 ∞ Maria di Amnia | Costantino VI Imperatore 780-797 ∞ Maria di Amnia | Costantino VI Imperatore 780-797 ∞ Maria di Amnia | Costantino VI Imperatore 780-797 ∞ Maria di Amnia | Costantino VI Imperatore 780-797 ∞ Maria di Amnia | Costantino VI Imperatore 780-797 ∞ Maria di Amnia |  |  |                                                 |                                                 |                                                 |                                                 |                                                 |                                                 |  |  | Bardane ribelle | Bardane ribelle | Bardane ribelle | Bardane ribelle | Bardane ribelle | Bardane ribelle |  |  |                               |                               |                               |                               |                               |                               |  |  |                                     |                                     |                                     |                                     |                                     |                                     |  |  |                                      |                                      |                                      |                                      |                                      |                                      |
| Costantino VI Imperatore 780-797 ∞ Maria di Amnia | Costantino VI Imperatore 780-797 ∞ Maria di Amnia | Costantino VI Imperatore 780-797 ∞ Maria di Amnia | Costantino VI Imperatore 780-797 ∞ Maria di Amnia | Costantino VI Imperatore 780-797 ∞ Maria di Amnia | Costantino VI Imperatore 780-797 ∞ Maria di Amnia |  |  |                                                 |                                                 |                                                 |                                                 |                                                 |                                                 |  |  | Bardane ribelle | Bardane ribelle | Bardane ribelle | Bardane ribelle | Bardane ribelle | Bardane ribelle |  |  |                               |                               |                               |                               |                               |                               |  |  |                                     |                                     |                                     |                                     |                                     |                                     |  |  |                                      |                                      |                                      |                                      |                                      |                                      |
|                                                   |                                                   |                                                   |                                                   |                                                   |                                                   |  |  |                                                 |                                                 |                                                 |                                                 |                                                 |                                                 |  |  |                 |                 |                 |                 |                 |                 |  |  |                               |                               |                               |                               |                               |                               |  |  |                                     |                                     |                                     |                                     |                                     |                                     |  |  |                                      |                                      |                                      |                                      |                                      |                                      |
| Eufrosina                                         | Eufrosina                                         | Eufrosina                                         | Eufrosina                                         | Eufrosina                                         | Eufrosina                                         |  |  | Michele II Imperatore 820-829 Dinastia amoriana | Michele II Imperatore 820-829 Dinastia amoriana | Michele II Imperatore 820-829 Dinastia amoriana | Michele II Imperatore 820-829 Dinastia amoriana | Michele II Imperatore 820-829 Dinastia amoriana | Michele II Imperatore 820-829 Dinastia amoriana |  |  | Tecla           | Tecla           | Tecla           | Tecla           | Tecla           | Tecla           |  |  | 1.Barca                       | 1.Barca                       | 1.Barca                       | 1.Barca                       | 1.Barca                       | 1.Barca                       |  |  | Leone V l'Armeno Imperatore 813-820 | Leone V l'Armeno Imperatore 813-820 | Leone V l'Armeno Imperatore 813-820 | Leone V l'Armeno Imperatore 813-820 | Leone V l'Armeno Imperatore 813-820 | Leone V l'Armeno Imperatore 813-820 |  |  | 2.Teodosia                           | 2.Teodosia                           | 2.Teodosia                           | 2.Teodosia                           | 2.Teodosia                           | 2.Teodosia                           |
| Eufrosina                                         | Eufrosina                                         | Eufrosina                                         | Eufrosina                                         | Eufrosina                                         | Eufrosina                                         |  |  | Michele II Imperatore 820-829 Dinastia amoriana | Michele II Imperatore 820-829 Dinastia amoriana | Michele II Imperatore 820-829 Dinastia amoriana | Michele II Imperatore 820-829 Dinastia amoriana | Michele II Imperatore 820-829 Dinastia amoriana | Michele II Imperatore 820-829 Dinastia amoriana |  |  | Tecla           | Tecla           | Tecla           | Tecla           | Tecla           | Tecla           |  |  | 1.Barca                       | 1.Barca                       | 1.Barca                       | 1.Barca                       | 1.Barca                       | 1.Barca                       |  |  | Leone V l'Armeno Imperatore 813-820 | Leone V l'Armeno Imperatore 813-820 | Leone V l'Armeno Imperatore 813-820 | Leone V l'Armeno Imperatore 813-820 | Leone V l'Armeno Imperatore 813-820 | Leone V l'Armeno Imperatore 813-820 |  |  | 2.Teodosia                           | 2.Teodosia                           | 2.Teodosia                           | 2.Teodosia                           | 2.Teodosia                           | 2.Teodosia                           |